# Isochariesthes flava
Isochariesthes flava là một loài bọ cánh cứng trong họ Cerambycidae.